# That Girl from Paris
That Girl from Paris ist eine US-amerikanische Filmkomödie aus dem Jahr 1936 nach der Kurzgeschichte Viennese Charmer von W. Carey Wonderly und Jane Murfin, die 1928 im Young’s Magazine erschien. Für das Drehbuch wurde die Geschichte von Joseph Fields adaptiert.

## Handlung
Noch während der Vorbereitungen zur Hochzeit des Pariser Opernstars Nicole Martin mit ihrem Verlobten Paul DeVry bekommt Nicole kalte Füße. Fluchtartig verlässt sie per Anhalter Paris um Liebe und Abenteuer zu erleben. Sie lernt den attraktiven amerikanischen Musiker Windy McClean kennen, der sie jedoch ständig ärgert. Trotz aller Sticheleien überzeugt Windy sie, ihm nach New York zu folgen.
Nicole folgt Windy als blinder Passagier an Bord des Dampfers, auf dem Windy und seine Band, die McClean’s Wildcats, auftreten. Ein Steward erwischt sie und schließt sie in der Kabine der Band ein. Windy, Whammo, Butch und Frank werden gefeuert. In New York kann Nicole vom Schiff entkommen und das Appartement der Band ausmachen. Auf der Flucht vor der Einwanderungsbehörde versucht sie, bei den Männern zu bleiben, die sie jedoch auffordern zu gehen. Erst als sie beginnen sich auszuziehen, will Nicole das Appartement verlassen. Die Männer bemerken jedoch Polizisten auf der Straße. Man befürchtet Komplikationen und schieben Nicole zurück ins Appartement.
Am nächsten Morgen bekommt Windy Besuch von seiner Freundin, der Tänzerin Clair Williams, die den Rasthausbesitzer Hammacher mitgebracht hat, der der Band Auftritte in seinem Lokal verschafft. Die Band akzeptiert und verlässt mit Nicole die Stadt. Im Rasthaus erstaunt Nicole ihre Zuhörer mit ihrer Sangeskunst. Doch die eifersüchtige Clair informiert die Behörden. Nicole und die Band müssen wieder flüchten.
Um Nicoles Probleme zu lösen, erklären sich alle Bandmitglieder bereit, sie zu heiraten. Whammo schlägt vor, mit Karten den Heiratskandidaten auszuknobeln. Whammo mogelt und gewinnt, doch er sieht, wie sehr Windy Nicole liebt und tritt zu Gunsten seines Freundes zurück. Bei der spontanen Hochzeitszeremonie erfährt Nicole von der Mogelei und rennt erzürnt davon, um wieder zu Paul zurückzukehren. Windy und seine Freunde eilen hinterher und entführen Nicole während ihrer Hochzeit mit Paul. Den Geistlichen, der die Hochzeit vornimmt, ziehen sie in eine Limousine, wo er Nicole und Windy traut.

## Auszeichnungen
John Aalberg erhielt 1937 eine Oscar-Nominierung in der Kategorie Bester Ton.

## Hintergrund
Der Film feierte am 31. Dezember 1936 in New York seine Premiere.
Der Film ist ein Remake des 1929 entstandenen Musicals Street Girl von Wesley Ruggles, der, wie dieser Film, von RKO Pictures produziert wurde. 1941 ließ RKO eine dritte Version drehen. Jack Hively inszenierte Four Jacks and a Jill.